# 1975 en chimie
Cet article présente les faits marquants de l'année 1975 en chimie.

## Évènements
- 7e Olympiades Internationales de Chimie, organisées à Veszprém en Hongrie du 1er juillet au 10 juillet[1].
- 1er décembre : John Hughes (en) et Hans Kosterlitz, de l'Université d'Aberdeen, publient leur découverte dans le cerveau des substances similaires à la morphine, les enképhalines[2].
- Introduction du palladium dans les couplages de Kumada par Shun-Ichi Murahashi[3].
- Découverte du Couplage de Sonogashira par Kenkichi Sonogashira et Nobue Hagihara[4].

## Prix
- Prix Nobel de chimie :
  - John Warcup Cornforth pour ses travaux sur la stéréochimie des réactions enzymatiques[5].
  - Vladimir Prelog pour ses travaux sur la stéréochimie des molécules et des réactions organiques[5].
- Prix Procter & Gamble : Robert Gomer[6]
- Prix Anselme-Payen : J. Jones[7]
- Médaille Garvan-Olin : Marjorie Constance Caserio[8]
- Prix Ernest-Guenther : S. Morris Kupchan[9]
- ACS Award in Pure Chemistry : George M. Whitesides[10]
- Prix Irving-Langmuir : Robert H. Cole[11]
- Médaille Priestley : Henry Eyring[12],[13]
- Médaille Leverhulme : Frank Rose[14]
- Médaille Davy : Morris Sugden en reconnaissance de ses contributions remarquables à la physico-chimie, notamment aux réactions qui se produisent dans les flammes[15],[16].
- Claude S. Hudson Award in Carbohydrate Chemistry : Hans H. Baer[17]
- Médaille William-H.-Nichols : Frank Albert Cotton[18]

## Décès
- 8 février[19] : Robert Robinson (né en 1886), chimiste britannique, prix Nobel de chimie en 1947[20],[5].
- 16 mars : Oscar D'Agostino (né en 1901), chimiste et scientifique italien.
- 13 mai : Marguerite Perey (née en 1909), chimiste et physicienne française.